# Серебряные свитки
Серебряные свитки были обнаружены Габриэлем Баркаем в 1979 году в Катеф Хином в Иерусалиме. Они представляют собой два серебряных листа, на которых около 600 года до н. э. сделаны надписи на древнееврейском языке. Потом листы были скручены и, возможно, использовались как амулеты. Процесс крайне осторожного разворачивания свитков и поиска метода их консервации занял три года. Хотя в них записаны сравнительно короткие тексты, они содержат древнейшие сохранившиеся цитаты из Библии. Свитки известны под кодовыми названиями KH1 и KH2.

## Транслитерация и перевод
KH1
| Стр. | Транслитерация надписи | Перевод на русский язык   |
| ---- | ---------------------- | ------------------------- |
| 1    | -//יהו--‎               | ..YHW..                   |
| 2    | -----                  | -----                     |
| 3    | ------                 | -----                     |
| 4    | אאב הבר‎                | …['B] зав(ет)             |
| 5    | -חסד לאה‎               | милость лю(бящим) …       |
| 6    | ב/לשמרי-‎               | … и соблюдающим …         |
| 7    | ---בכ-‎                 | … (BK) …                  |
| 8    | -חהעלמש‎                | …(X) вечный (š)…          |
| 9    | בה--המכל-‎              | … (BH) … от всего         |
| 10   | -ומהרע-‎                | … и от зла …              |
| 11   | כיבוגאל-‎               | … ибо в Нём искупление …  |
| 12   | הכי יהוה-‎              | … (H) ибо Яхве            |
| 13   | שימ/נמו‎                | … ? ? …                   |
| 14   | כור יבר‎                | … (скала?) Да благословит |
| 15   | כ יהוה ו‎               | тебя Яхве и …             |
| 16   | ישמרכ י‎                | сохранит тебя. (Да)       |
| 17   | אר יהוה‎                | осветит Яхве              |
| 18   | פניו אלי‎               | (ли)цом (Своим те-)       |
| 19   | כ ויחנכ‎                | (бя и помилует тебя)      |

KH2
| Стр. | Транслитерация надписи | Перевод на русский язык |
| ---- | ---------------------- | ----------------------- |
| 1    | --הברוכ‎                | ..благосло..            |
| 2    | -א/וניהו-‎              | …('\WN) Яхв…            |
| 3    | -ר-יהו‎                 | (R) … Ях(в)…            |
| 4    | --ר/דעה-‎               | … зло(?) …              |
| 5    | -שיברכ‎                 | (BK) …                  |
| 6    | יהוה ו‎                 | …Яхве и…                |
| 7    | ישמרכ‎                  | (по)милует тебя         |
| 8    | יאר \\ יה‎              | Да осветит \\ Ях-       |
| 9    | וה \\ פניו‎             | (ве) \\ лицом Своим     |
| 10   | אליכ וי‎                | … (на) тебя и           |
| 11   | שמ לכ ש‎                | даст тебе м-            |
| 12   | לומ‎                    | … и(р)…                 |
| 13   | ------‎                 | …                       |
| 14   | ------‎                 | …                       |
| 15   | --כמ--‎                 | … (KM) …                |
| 16   | ------‎                 | …                       |
| 17   | -ור-נ-‎                 | …(WR)…(N)…              |
| 18   | ------‎                 | …                       |

## Подробности открытия
Свитки были обнаружены в камере № 25 пещеры № 24 в месте археологических раскопок Кетеф Хинном («плечо Хиннома») возле городских стен Иерусалима. Это комплекс из нескольких высеченных в скале погребальных камер. Археологический комплекс был относительно нетронутым (последний раз он использовался как склад ружей в период Оттоманской империи). При раскопках, проводившихся под руководством Габриэля Баркая, профессора археологии Университета Бар-Илан. Случайное открытие, сделанное 13-летним помощником, показало, что частичное обрушение потолка в древности сохранило содержимое камеры № 25.
При реконструкции выяснилось, что в пещере 24 было 5 камер и центральный 'проход'. На каменных ложах могли помещаться более 22 тел, у каждого каменный подголовник. Под тремя камерами были хранилища для вторичного захоронения. Это значит, что после долгого пребывания в пещере кости и другие останки помещались в хранилище, чтобы освободить место для нового тела на каком-либо ложе. Камеры вырублены довольно качественно, поверхности выровнены, в качестве меры использовался царский кубит. Хранилища имели внутри форму мешка и неровные поверхности.
В хранилище камеры 25 содержалось примерно 60 см мусора, более 1000 объектов: небольшие глиняные сосуды, железные и бронзовые артефакты (включая наконечники стрел), иглы и булавки, предметы из кости, в том числе слоновой, стеклянные фляги, бижутерия, включая серьги из золота и серебра. Хранилище явно использовалось несколькими поколениями с примерно 650-х годов до н. э., то есть в конце Эпохи Первого Храма.
Свиток KH1 был обнаружен в квадрате D, в середине хранилища, примерно в 7 см от пола в мусоре. KH2 найден при просеивании пыли из нижней половины мусора в квадрате A, самой далёкой части хранилища. Оба амулета были отделены от предметов эллинистического периода тремя метрами длины и 25 сантиметрами высоты и лежали среди осколков керамики и других вещей VII—VI веков до н. э.
Баркай сначала датировал их палеографически и по окружающим осколкам VII — началом VI века до н. э. (позже оставил лишь датировку начала VI века). Позже эти даты пытались оспорить Йоханнес Ренз и Вольфганг Роллинг (Handbuch der Althebraischen Epigraphik, 1995), которые утверждали, что текст в слишком плохом состоянии, и возможно он относился лишь к III—II вв. до н. э., так как хранилище использовалось даже позже IV века до н. э.
Повторное изучение свитков было выполнено Проектом западно-семитских исследований в Университете Южной Калифорнии. Использовались последние достижения в области фотографирования и компьютерного очищения изображений, что позволило увидеть надпись более чётко и уверенно датировать её палеографически. Результаты, опубликованные в издании «Bulletin of the American Schools of Oriental Research» (BASOR) в 2004, подтвердили датировку текста незадолго до разрушения Иерусалима вавилонянами в 607 году до н. э. Доктор Кайл Мак-Картер из Университета Джонса Хопкинса, эксперт в области древних семитских письменных систем, считает, что это исследование «окончательно разрешает спор о датировке данных надписей».

## Значимость открытия
Команда, работавшая со свитками в 2004 году, характеризовала их как «одно из самых значимых открытий» в области изучения Библии. Помимо ценности данных текстов в области развития еврейского алфавита, они «сохранили древнейшие цитаты текстов, известных также по Ветхому завету, и … самые ранние примеры исповедания веры в Яхве».
Некоторые авторы, т. н. «библейские минималисты», утверждали, что Библию (Ветхий завет) сочинили еврейские лидеры, получившие власть в Иудее в конце четвёртого века до н. э. Доктор Уэйн Питард, профессор Ветхого завета и древних ближневосточных религий в Университете Иллинойса, сказал, что «данное новое исследование надписей даёт основания считать, что они ошибались». Несмотря на это, Питард полагает, что хотя свидетельства древности «Благословения священников» очевидны, это «не обязательно значит, что вся книга Чисел уже существовала в то время». Доктор Джеймс Давила, преподаватель Исследований древней Иудеи в Университете колледжа Св. Эндрю и Св. Марии, предостерегает от утверждений, что свитки «доказывают существование Пятикнижия Моисеева в эпоху Первого Храма» (как было заявлено в израильской газете Ха-Арэц). Давила считает, что это «слишком смелая интерпретация находки».